# Kikkeri, Krishnarajpet
Kikkeri là một làng thuộc tehsil Krishnarajpet, huyện Mandya, bang Karnataka, Ấn Độ.